# Élections cantonales de 2008 en Guadeloupe
Les élections cantonales ont eu lieu les 9 et 16 mars 2008. Initialement prévues en 2007, les élections cantonales françaises sont décalées en 2008 et se déroulent les mêmes jours que les élections municipales pour ne pas surcharger le calendrier électoral de 2007.
Lors de ces élections, 21 des 40 cantons de la Guadeloupe ont été renouvelés.

## Contexte départemental

### Assemblée départementale sortante
| Parti                                               | Sigle | Élus |
| --------------------------------------------------- | ----- | ---- |
| Majorité de gauche (24 sièges)                      |       |      |
| Fédération guadeloupéenne du Parti socialiste       | FGPS  | 10   |
| Guadeloupe unie, solidaire et responsable           | GUSR  | 7    |
| Parti progressiste démocratique guadeloupéen        | PPDG  | 3    |
| Divers gauche                                       | DVG   | 4    |
| Opposition de droite (13 sièges)                    |       |      |
| Objectif Guadeloupe                                 | OG    | 7    |
| Divers droite                                       | DVD   | 6    |
| Opposition indépendantiste (3 sièges)               |       |      |
| Parti communiste guadeloupéen                       | PCG   | 2    |
| Union populaire pour la libération de la Guadeloupe | UPLG  | 1    |
| Président du conseil général                        |       |      |
| Jacques Gillot (GUSR)                               |       |      |

## Résultats à l'échelle du département
| Étiquette      | Étiquette                         | Premier tour | Premier tour | Second tour | Second tour | Total |
| Étiquette      | Étiquette                         | Voix         | %            | Voix        | %           | Total |
| -------------- | --------------------------------- | ------------ | ------------ | ----------- | ----------- | ----- |
|                | Divers gauche                     | 27 852       | 34,5         | 18 299      | 34,57       | 7     |
|                | Parti socialiste                  | 16 690       | 20,67        | 8 996       | 17          | 6     |
|                | Parti communiste français         | 4 535        | 5,62         | 5 036       | 9,51        | 2     |
|                | Les Verts                         | 465          | 0,58         |             |             |       |
| Gauche         | Gauche                            | 49 542       | 61,37        | 32 331      | 61,08       | 15    |
|                |                                   |              |              |             |             |       |
|                | Divers droite                     | 18 380       | 22,77        | 13 845      | 26,16       | 3     |
|                | Union pour un mouvement populaire | 5 004        | 6,2          | 1 409       | 2,66        | 1     |
| Droite         | Droite                            | 23 384       | 28,97        | 15 254      | 28,82       | 4     |
|                |                                   |              |              |             |             |       |
|                | Divers                            | 7 264        | 9            | 5 346       | 10,1        | 2     |
|                |                                   |              |              |             |             |       |
|                | Régionalistes                     | 545          | 0,68         |             |             |       |
|                |                                   |              |              |             |             |       |
| Inscrits       | Inscrits                          | 141 785      | 100,00       | 89 923      | 100,00      |       |
| Abstentions    | Abstentions                       | 54 471       | 38,42        | 33 062      | 36,77       |       |
| Votants        | Votants                           | 87 314       | 61,58        | 56 861      | 63,23       |       |
| Blancs et nuls | Blancs et nuls                    | 6 579        | 7,53         | 3 930       | 6,91        |       |
| Exprimés       | Exprimés                          | 80 735       | 92,47        | 52 931      | 93,09       |       |

### Assemblée départementale à l'issue des élections
| Parti                                               | Sigle | Élus |
| --------------------------------------------------- | ----- | ---- |
| Majorité de gauche (27 sièges)                      |       |      |
| Fédération guadeloupéenne du Parti socialiste       | FGPS  | 12 2 |
| Guadeloupe unie, solidaire et responsable           | GUSR  | 6 1  |
| Parti progressiste démocratique guadeloupéen        | PPDG  | 4 1  |
| Divers gauche                                       | DVG   | 5 1  |
| Opposition de droite (9 sièges)                     |       |      |
| Objectif Guadeloupe                                 | OG    | 4 3  |
| Divers droite                                       | DVD   | 5 1  |
| Opposition indépendantiste (4 sièges)               |       |      |
| Parti communiste guadeloupéen                       | PCG   | 3 1  |
| Union populaire pour la libération de la Guadeloupe | UPLG  | 1    |
| Président du conseil général                        |       |      |
| Jacques Gillot (GUSR)                               |       |      |

### Liste des élus
| Canton                      | Conseiller sortant                | Parti | Parti  | Conseiller élu               | Parti | Parti  |
| --------------------------- | --------------------------------- | ----- | ------ | ---------------------------- | ----- | ------ |
| Les Abymes-2                | Paul Naprix                       |       | FGPS   | Paul Naprix                  |       | FGPS   |
| Les Abymes-3                | Fabert Michély                    |       | FGPS   | Fabert Michély               |       | FGPS   |
| Les Abymes-4                | Lurel Chonkel                     |       | GUSR   | Louis Galantine              |       | FGPS   |
| Les Abymes-5                | Dominique Théophile               |       | GUSR   | Dominique Théophile          |       | GUSR   |
| Basse-Terre-1               | Brigitte Rodes                    |       | OG-DVD | Henriette Solignac           |       | OG-UMP |
| Basse-Terre-2               | Ary Foy*                          |       | OG-DVD | Guy Georges                  |       | DVD    |
| Bouillante                  | Philippe Chaulet                  |       | OG-UMP | Marylhène Félicité           |       | DVG    |
| Capesterre-de-Marie-Galante | Marlène Miraculeux-Bourgeois      |       | GUSR   | Marlène Miraculeux-Bourgeois |       | GUSR   |
| Le Gosier-1                 | Jacques Gillot                    |       | GUSR   | Jacques Gillot               |       | GUSR   |
| Le Gosier-2                 | Roberte Jeanne-Méri*              |       | GUSR   | Amélius Hernandez            |       | GUSR   |
| Gourbeyre                   | Serge Zou                         |       | OG-DVD | Luc Adémar                   |       | OG-DVD |
| Grand-Bourg                 | José Pasbeau                      |       | FGPS   | Jean Girard                  |       | DVG    |
| Petit-Canal                 | Florent Mitel                     |       | PCG    | Florent Mitel                |       | PCG    |
| Saint-François              | Laurent Bernier                   |       | OG-UMP | Laurent Bernier              |       | OG-UMP |
| Saint-Louis                 | Jacques Cornano                   |       | FGPS   | Jacques Cornano              |       | FGPS   |
| Sainte-Anne-1               | Marlène Captant                   |       | OG-DVD | Jacques Kancel               |       | PCG    |
| Sainte-Anne-2               | Christian Baptiste                |       | PPDG   | Aurélien Abaille             |       | PPDG   |
| Sainte-Rose-1               | Richard Yacou                     |       | OG-UMP | Louis-Daniel Justine         |       | OG-DVD |
| Sainte-Rose-2               | Max Mathiasin                     |       | FGPS   | Max Mathiasin                |       | FGPS   |
| Les Saintes                 | Prosper Petit                     |       | OG-DVD | Hilaire Brudey               |       | FGPS   |
| Vieux-Habitants             | Marie-Yveline Théobald-Ponchateau |       | FGPS   | Jules Otto                   |       | FGPS   |

* Conseillers généraux sortants ne se représentant pas

## Résultats par canton

### Canton des Abymes-2
- Paul Naprix (FGPS) est conseiller général depuis 2001 (où il a été élu sou l'étiquette GUSR).

| Candidats | Candidats             | Étiquette | Premier tour | Premier tour | Ballotage | Ballotage |
| Candidats | Candidats             | Étiquette | Voix         | %            | Voix      | %         |
| --------- | --------------------- | --------- | ------------ | ------------ | --------- | --------- |
|           | Paul Naprix *         | FGPS      | 1 051        | 39,93        | 1 751     | 56,25     |
|           | Josette Jerpan        | OG-LGM    | 934          | 35,49        | 1 362     | 43,75     |
|           | Marie-Françoise Foule | diss OG   | 268          | 10,18        |           |           |
|           | Judes Griffard        | CÉLV      | 202          | 7,67         |           |           |
|           | Jacky Noc             | GUSR      | 177          | 6,72         |           |           |
|           |                       |           |              |              |           |           |
| Inscrits  | Inscrits              | Inscrits  | 6 052        | 100,00       | 6 052     | 100,00    |
| Votants   | Votants               | Votants   | 2 922        | 48,28        | 3 483     | 57,53     |
| Exprimés  | Exprimés              | Exprimés  | 2 632        | 90,08        | 3 113     | 89,38     |

*sortant

### Canton des Abymes-3
- Fabert Michély (FGPS) est conseiller général depuis 2001.

| Candidats | Candidats                 | Étiquette | Premier tour | Premier tour |
| Candidats | Candidats                 | Étiquette | Voix         | %            |
| --------- | ------------------------- | --------- | ------------ | ------------ |
|           | Fabert Michély            | FGPS      | 2 531        | 54,04        |
|           | Francillonne Jacoby-Koaly | LGM       | 1 618        | 34,54        |
|           | Georges Balta             | OG        | 310          | 6,62         |
|           | Paul Quellery-Selbonne    | PCG       | 225          | 4,80         |
|           |                           |           |              |              |
| Inscrits  | Inscrits                  | Inscrits  | 8 100        | 100,00       |
| Votants   | Votants                   | Votants   | 5 152        | 63,60        |
| Exprimés  | Exprimés                  | Exprimés  | 4 684        | 90,92        |

*sortant

### Canton des Abymes-4
- Lurel Chonkel (GUSR) est conseiller général depuis 1997.

Louis Galantine n'est pas élu après le premier tour car il n'a pas réunit 25% des inscrits.
| Candidats | Candidats         | Étiquette | Premier tour | Premier tour | Ballotage | Ballotage |
| Candidats | Candidats         | Étiquette | Voix         | %            | Voix      | %         |
| --------- | ----------------- | --------- | ------------ | ------------ | --------- | --------- |
|           | Louis Galantine   | FGPS      | 1 802        | 51,71        | 2 570     | 65,56     |
|           | Alain Faraux      | LGM       | 920          | 26,37        | 1 350     | 34,44     |
|           | Lurel Chonkel *   | GUSR      | 500          | 14,33        |           |           |
|           | Pierre Jean-Louis | DVD       | 214          | 6,13         |           |           |
|           | Hippolyte Zodros  | DVD       | 51           | 1,46         |           |           |
|           |                   |           |              |              |           |           |
| Inscrits  | Inscrits          | Inscrits  | 7 540        | 100,00       | 7 544     | 100,00    |
| Votants   | Votants           | Votants   | 3 973        | 52,69        | 4 337     | 57,49     |
| Exprimés  | Exprimés          | Exprimés  | 3 489        | 87,82        | 3 920     | 90,39     |

*sortant

### Canton des Abymes-5
- Dominique Théophile (GUSR) est conseiller général depuis 2001.

| Candidats | Candidats             | Étiquette | Premier tour | Premier tour | Ballotage | Ballotage |
| Candidats | Candidats             | Étiquette | Voix         | %            | Voix      | %         |
| --------- | --------------------- | --------- | ------------ | ------------ | --------- | --------- |
|           | Dominique Théophile * | GUSR      | 1 462        | 43,54        | 2 614     | 69,87     |
|           | Rosalie Bousardo      | LGM       | 961          | 28,62        | 1 127     | 30,13     |
|           | Michel Rinçon         | FGPS      | 935          | 27,84        |           |           |
|           |                       |           |              |              |           |           |
| Inscrits  | Inscrits              | Inscrits  | 5 971        | 100,00       | 5 974     | 100,00    |
| Votants   | Votants               | Votants   | 3 679        | 61,61        | 4 019     | 67,61     |
| Exprimés  | Exprimés              | Exprimés  | 3 358        | 91,27        | 3 741     | 92,62     |

*sortant

### Canton de Basse-Terre-1
- Brigitte Rodes (OG-DVD) est conseillère générale depuis 2001.

| Candidats | Candidats          | Étiquette | Premier tour | Premier tour | Ballotage | Ballotage |
| Candidats | Candidats          | Étiquette | Voix         | %            | Voix      | %         |
| --------- | ------------------ | --------- | ------------ | ------------ | --------- | --------- |
|           | Henriette Solignac | OG-UMP    | 831          | 27,17        | 1 002     | 30,49     |
|           | Roland Ézelin      | UPLG      | 787          | 25,74        | 778       | 23,68     |
|           | Jocelyn Mirre      | FGPS      | 723          | 23,64        | 945       | 28,76     |
|           | Brigitte Rodes *   | OG-DVD    | 583          | 19,06        | 561       | 17,07     |
|           | Lydia Castard      | DVD       | 134          | 4,38         |           |           |
|           |                    |           |              |              |           |           |
| Inscrits  | Inscrits           | Inscrits  | 5 359        | 100,00       | 5 559     | 100,00    |
| Votants   | Votants            | Votants   | 3 359        | 62,68        | 3 494     | 62,85     |
| Exprimés  | Exprimés           | Exprimés  | 3 058        | 91,04        | 3 286     | 94,05     |

*sortant

### Canton de Basse-Terre-2
- Ary Foy (OG-DVD), conseiller général depuis 1988 ne se représente pas.

| Candidats | Candidats           | Étiquette | Premier tour | Premier tour | Ballotage | Ballotage |
| Candidats | Candidats           | Étiquette | Voix         | %            | Voix      | %         |
| --------- | ------------------- | --------- | ------------ | ------------ | --------- | --------- |
|           | Guy Georges         | ex OG     | 573          | 27,95        | 1 195     | 55,74     |
|           | Jean-Claude Lascar  | OG-UMP    | 558          | 27,22        | 949       | 44,26     |
|           | Joël Lobeau         | FGPS      | 326          | 15,90        |           |           |
|           | Marie-Claude Samson | DVG-UPLG  | 267          | 13,02        |           |           |
|           | Robert Procida      | DVD       | 169          | 8,24         |           |           |
|           | Robert Valérius     | DVG       | 157          | 7,66         |           |           |
|           |                     |           |              |              |           |           |
| Inscrits  | Inscrits            | Inscrits  | 3 718        | 100,00       | 3 718     | 100,00    |
| Votants   | Votants             | Votants   | 2 207        | 59,36        | 2 326     | 62,56     |
| Exprimés  | Exprimés            | Exprimés  | 2 050        | 92,89        | 2 144     | 92,18     |

*sortant

### Canton de Bouillante
- Philippe Chaulet (OG-UMP) est conseiller général depuis 2001.

| Candidats | Candidats                 | Étiquette | Premier tour | Premier tour | Ballotage | Ballotage |
| Candidats | Candidats                 | Étiquette | Voix         | %            | Voix      | %         |
| --------- | ------------------------- | --------- | ------------ | ------------ | --------- | --------- |
|           | Marylhène Lefort-Félicité | app FGPS  | 1 365        | 36,06        | 2 540     | 64,32     |
|           | Philippe Chaulet *        | OG-UMP    | 869          | 22,96        | 1 409     | 35,68     |
|           | Robert Racon              | DVD       | 703          | 18,57        |           |           |
|           | Michel Brard              | DVG       | 400          | 10,57        |           |           |
|           | Blandine Vairac           | DVD       | 263          | 6,95         |           |           |
|           | Patrick Calydon           | DVG       | 185          | 4,89         |           |           |
|           |                           |           |              |              |           |           |
| Inscrits  | Inscrits                  | Inscrits  | 6 321        | 100,00       | 6 321     | 100,00    |
| Votants   | Votants                   | Votants   | 4 019        | 63,68        | 4 319     | 68,63     |
| Exprimés  | Exprimés                  | Exprimés  | 3 785        | 94,18        | 3 949     | 91,43     |

*sortant

### Canton de Capesterre-de-Marie-Galante
- Marlène Miraculeux-Bourgeois (GUSR) est conseillère générale depuis 2001.
- Benoît Camboulin (OG-DVD) fut conseiller général de 1988 à 2001.

| Candidats | Candidats                      | Étiquette | Premier tour | Premier tour |
| Candidats | Candidats                      | Étiquette | Voix         | %            |
| --------- | ------------------------------ | --------- | ------------ | ------------ |
|           | Marlène Miraculeux-Bourgeois * | GUSR      | 1 305        | 58,21        |
|           | Benoît Camboulin               | OG-DVD    | 777          | 34,66        |
|           | Catherine Sildillia            | DVD       | 160          | 7,14         |
|           |                                |           |              |              |
| Inscrits  | Inscrits                       | Inscrits  | 3 287        | 100,00       |
| Votants   | Votants                        | Votants   | 2 385        | 72,56        |
| Exprimés  | Exprimés                       | Exprimés  | 2 242        | 94,00        |

*sortant

### Canton du Gosier-1
- Jacques Gillot (GUSR) est conseiller général depuis 1994.

| Candidats | Candidats         | Étiquette   | Premier tour | Premier tour |
| Candidats | Candidats         | Étiquette   | Voix         | %            |
| --------- | ----------------- | ----------- | ------------ | ------------ |
|           | Jacques Gillot *  | GUSR        | 2 705        | 70,75        |
|           | Marius Borel      | DVD         | 724          | 18,94        |
|           | Philippe Carvigan | diss OG-UMP | 207          | 5,42         |
|           | Hortense Casalan  | OG-UMP      | 187          | 4,89         |
|           |                   |             |              |              |
| Inscrits  | Inscrits          | Inscrits    | 8 131        | 100,00       |
| Votants   | Votants           | Votants     | 4 123        | 50,71        |
| Exprimés  | Exprimés          | Exprimés    | 3 822        | 92,70        |

*sortant

### Canton du Gosier-2
- Roberte Jeanne-Méri (GUSR), conseillère générale depuis 2001 ne se représente pas.
- Julien André (diss FGPS) fut conseiller général de 1994 à 2001.

| Candidats | Candidats         | Étiquette | Premier tour | Premier tour | Ballotage | Ballotage |
| Candidats | Candidats         | Étiquette | Voix         | %            | Voix      | %         |
| --------- | ----------------- | --------- | ------------ | ------------ | --------- | --------- |
|           | Amélius Hernandez | GUSR (*)  | 2 688        | 48,27        | 2 304     | 50,87     |
|           | Christian Thénard | DVD       | 2 203        | 39,56        | 2 225     | 49,13     |
|           | Julien André      | diss FGPS | 435          | 7,81         |           |           |
|           | Alain William     | OG-UMP    | 243          | 4,36         |           |           |
|           |                   |           |              |              |           |           |
| Inscrits  | Inscrits          | Inscrits  | 10 152       | 100,00       | 10 151    | 100,00    |
| Votants   | Votants           | Votants   | 6 067        | 59,76        | 4 748     | 46,77     |
| Exprimés  | Exprimés          | Exprimés  | 5 569        | 91,79        | 4 529     | 93,39     |

*sortant

### Canton de Gourbeyre
- Serge Zou (OG-DVD) conseiller général depuis 2001 ne se représente pas.
- Luc Adémar (OG-DVD) fut conseiller général de 1992 à 2001.

| Candidats | Candidats      | Étiquette  | Premier tour | Premier tour |
| Candidats | Candidats      | Étiquette  | Voix         | %            |
| --------- | -------------- | ---------- | ------------ | ------------ |
|           | Luc Adémar     | OG-DVD (*) | 1 794        | 61,10        |
|           | Jean-Luc Bogat | FGPS       | 1 142        | 38,90        |
|           |                |            |              |              |
| Inscrits  | Inscrits       | Inscrits   | 5 337        | 100,00       |
| Votants   | Votants        | Votants    | 3 231        | 60,54        |
| Exprimés  | Exprimés       | Exprimés   | 2 936        | 90,87        |

*sortant

### Canton de Grand-Bourg
- José Pasbeau (FGPS) est conseiller général depuis 1996.
- Jean Girard (ex PPDG) fut conseiller général de 1982 à 1994.

| Candidats | Candidats            | Étiquette | Premier tour | Premier tour | Ballotage | Ballotage |
| Candidats | Candidats            | Étiquette | Voix         | %            | Voix      | %         |
| --------- | -------------------- | --------- | ------------ | ------------ | --------- | --------- |
|           | Jean Girard          | DVG       | 1 021        | 38,03        | 1 402     | 50,20     |
|           | José Pasbeau *       | FGPS      | 1 003        | 37,41        | 1 391     | 49,80     |
|           | Claude Deffieu       | OG-UMP    | 484          | 18,05        |           |           |
|           | Christian Choucoutou | DVD       | 173          | 6,45         |           |           |
|           |                      |           |              |              |           |           |
| Inscrits  | Inscrits             | Inscrits  | 5 108        | 100,00       | 5 097     | 100,00    |
| Votants   | Votants              | Votants   | 2 889        | 56,56        | 2 912     | 57,13     |
| Exprimés  | Exprimés             | Exprimés  | 2 681        | 92,80        | 2 793     | 95,91     |

*sortant

### Canton de Petit-Canal
- Florent Mitel (PCG) est conseiller général depuis 1987.

| Candidats | Candidats           | Étiquette | Premier tour | Premier tour | Ballotage | Ballotage |
| Candidats | Candidats           | Étiquette | Voix         | %            | Voix      | %         |
| --------- | ------------------- | --------- | ------------ | ------------ | --------- | --------- |
|           | Florent Mitel *     | PCG       | 1 710        | 48,06        | 2 097     | 53,12     |
|           | Guy Fromager        | GUSR      | 697          | 19,59        | 1 851     | 46,88     |
|           | Christian Gobardhan | OG-UMP    | 519          | 14,59        |           |           |
|           | Rony Rambinaïssing  | DVD       | 277          | 7,79         |           |           |
|           | Hélin Jean-Philippe | DVG       | 215          | 6,04         |           |           |
|           | Victoire Ramlall    | FGPS      | 140          | 3,93         |           |           |
|           |                     |           |              |              |           |           |
| Inscrits  | Inscrits            | Inscrits  | 5 639        | 100,00       | 5 638     | 100,00    |
| Votants   | Votants             | Votants   | 3 782        | 67,07        | 4 111     | 72,92     |
| Exprimés  | Exprimés            | Exprimés  | 3 558        | 94,08        | 3 948     | 96,04     |

*sortant

### Canton des Saintes
- Prosper Petit (OG-DVD), conseiller général depuis 1995 ne se représente pas.

| Candidats | Candidats      | Étiquette  | Premier tour | Premier tour |
| Candidats | Candidats      | Étiquette  | Voix         | %            |
| --------- | -------------- | ---------- | ------------ | ------------ |
|           | Hilaire Brudey | FGPS       | 1 560        | 59,45        |
|           | Louis Molinié  | OG-DVD (*) | 1 064        | 40,55        |
|           |                |            |              |              |
| Inscrits  | Inscrits       | Inscrits   | 3 113        | 100,00       |
| Votants   | Votants        | Votants    | 2 676        | 85,96        |
| Exprimés  | Exprimés       | Exprimés   | 2 624        | 98,06        |

*sortant

### Canton de Saint-François
- Laurent Bernier (OG-UMP) est conseiller général depuis 2001.
- Albert Élatré (PPDG) fut conseiller général de 1994 à 2001.

| Candidats | Candidats         | Étiquette | Premier tour | Premier tour |
| Candidats | Candidats         | Étiquette | Voix         | %            |
| --------- | ----------------- | --------- | ------------ | ------------ |
|           | Laurent Bernier * | OG-UMP    | 3 221        | 50,07        |
|           | Albert Élatré     | PPDG      | 2 336        | 36,31        |
|           | Éric Rayapin      | DVG       | 876          | 13,62        |
|           |                   |           |              |              |
| Inscrits  | Inscrits          | Inscrits  | 9 547        | 100,00       |
| Votants   | Votants           | Votants   | 6 714        | 70,33        |
| Exprimés  | Exprimés          | Exprimés  | 6 433        | 95,81        |

*sortant

### Canton de Saint-Louis
- Jacques Cornano (FGPS ex OG-DVD) est conseiller général depuis 2001. Il démissionne en 2011 et est remplacé par Huguette Nébot (FGPS).

| Candidats | Candidats         | Étiquette | Premier tour | Premier tour |
| Candidats | Candidats         | Étiquette | Voix         | %            |
| --------- | ----------------- | --------- | ------------ | ------------ |
|           | Jacques Cornano * | FGPS      | 1 502        | 100,00       |
|           |                   |           |              |              |
| Inscrits  | Inscrits          | Inscrits  | 3 107        | 100,00       |
| Votants   | Votants           | Votants   | 1 691        | 54,43        |
| Exprimés  | Exprimés          | Exprimés  | 1 502        | 88,82        |

*sortant

### Canton de Sainte-Anne-1
- Marlène Captant (OG-DVD) est conseillère générale depuis 2001.

| Candidats | Candidats         | Étiquette | Premier tour | Premier tour | Ballotage | Ballotage |
| Candidats | Candidats         | Étiquette | Voix         | %            | Voix      | %         |
| --------- | ----------------- | --------- | ------------ | ------------ | --------- | --------- |
|           | Jacques Kancel    | PCG       | 2 256        | 40,28        | 2 939     | 46,12     |
|           | Pulchéry Mathurin | PPDG      | 1 539        | 27,48        | 2 035     | 31,93     |
|           | Marlène Captant * | OG-DVD    | 1 172        | 20,92        | 1 399     | 21,95     |
|           | Tony Abraham      | ex UPLG   | 634          | 11,32        |           |           |
|           |                   |           |              |              |           |           |
| Inscrits  | Inscrits          | Inscrits  | 10 519       | 100,00       | 10 392    | 100,00    |
| Votants   | Votants           | Votants   | 5 981        | 56,86        | 6 703     | 64,50     |
| Exprimés  | Exprimés          | Exprimés  | 5 601        | 93,65        | 6 373     | 95,08     |

*sortant

### Canton de Sainte-Anne-2
- Blaise Aldo (OG-UMP), conseiller général depuis 1988 ne se représente pas.

| Candidats | Candidats              | Étiquette | Premier tour | Premier tour | Ballotage | Ballotage |
| Candidats | Candidats              | Étiquette | Voix         | %            | Voix      | %         |
| --------- | ---------------------- | --------- | ------------ | ------------ | --------- | --------- |
|           | Aurélien Abaille       | PPDG      | 1 469        | 39,38        | 2 130     | 50,16     |
|           | Wilfrid Ouanna         | OG-UMP    | 1 402        | 37,59        | 2 116     | 49,84     |
|           | Patrick Solvet         | DVG       | 375          | 10,05        |           |           |
|           | Jean-Marie Malatchoumy | DVD       | 345          | 9,25         |           |           |
|           | Tony Sempaire          | DVD       | 139          | 3,73         |           |           |
|           |                        |           |              |              |           |           |
| Inscrits  | Inscrits               | Inscrits  | 6 876        | 100,00       | 6 832     | 100,00    |
| Votants   | Votants                | Votants   | 4 045        | 58,83        | 4 601     | 67,34     |
| Exprimés  | Exprimés               | Exprimés  | 3 730        | 92,91        | 4 246     | 92,28     |

*sortant

### Canton de Sainte-Rose-1
- Clodomir Bazajet (OG-DVD), conseiller général depuis 2001 ne se représente pas.

| Candidats | Candidats                | Étiquette  | Premier tour | Premier tour | Ballotage | Ballotage |
| Candidats | Candidats                | Étiquette  | Voix         | %            | Voix      | %         |
| --------- | ------------------------ | ---------- | ------------ | ------------ | --------- | --------- |
|           | Richard Yacou            | OG-UMP     | 1 837        | 28,96        | 3 036     | 46,49     |
|           | Louis-Daniel Justine     | OG-DVD (*) | 1 560        | 24,59        | 3 495     | 53,51     |
|           | Alain Lesueur            | DVG        | 864          | 13,62        |           |           |
|           | Bernadette Melavet-Taupe | FGPS       | 790          | 12,45        |           |           |
|           | Adrien Baron             | diss FGPS  | 765          | 12,06        |           |           |
|           | Max Jean                 | GUSR       | 249          | 3,92         |           |           |
|           | Serge Glaude             | ex UPLG    | 151          | 2,38         |           |           |
|           | Tex Élise                | FGPS       | 128          | 2,02         |           |           |
|           |                          |            |              |              |           |           |
| Inscrits  | Inscrits                 | Inscrits   | 10 731       | 100,00       | 10 731    | 100,00    |
| Votants   | Votants                  | Votants    | 6 716        | 62,59        | 7 241     | 67,48     |
| Exprimés  | Exprimés                 | Exprimés   | 6 344        | 94,46        | 6 531     | 90,19     |

*sortant

### Canton de Sainte-Rose-2
- Jeanny Marc (GUSR), conseillère générale depuis 2001 a été élue députée en 2007. Son suppléant Max Mathiasin (FGPS) devient donc conseiller général.
- Félix Flémin[3] (PCG) fut conseiller général de 1988 à 2001.

| Candidats | Candidats       | Étiquette | Premier tour | Premier tour | Ballotage | Ballotage |
| Candidats | Candidats       | Étiquette | Voix         | %            | Voix      | %         |
| --------- | --------------- | --------- | ------------ | ------------ | --------- | --------- |
|           | Max Mathiasin * | FGPS      | 1 895        | 48,40        | 2 339     | 53,67     |
|           | Jeanny Marc     | GUSR      | 1 676        | 42,81        | 2 019     | 46,33     |
|           | Félix Flémin    | PCG       | 344          | 8,79         |           |           |
|           |                 |           |              |              |           |           |
| Inscrits  | Inscrits        | Inscrits  | 5 912        | 100,00       | 5 914     | 100,00    |
| Votants   | Votants         | Votants   | 4 132        | 68,89        | 4 547     | 76,89     |
| Exprimés  | Exprimés        | Exprimés  | 3 915        | 94,75        | 4 358     | 95,84     |

*sortant

### Canton de Vieux-Habitants
- Victorin Lurel (FGPS), conseiller général depuis 1994 a démissioné en 2003 pour se présenter au Conseil régional de la Guadeloupe. Sa suppléante Marie-Yveline Théobald-Ponchateau (FGPS) récupère donc son siège. En 2008 elle ne se représente pas.

| Candidats | Candidats          | Étiquette | Premier tour | Premier tour |
| Candidats | Candidats          | Étiquette | Voix         | %            |
| --------- | ------------------ | --------- | ------------ | ------------ |
|           | Jules Otto         | FGPS      | 3 452        | 51,35        |
|           | Didier Pezeron     | OG-UMP    | 1 204        | 17,91        |
|           | Edward Hatchi      | diss FGPS | 764          | 11,37        |
|           | Éric Desfontaines  | UPLG      | 545          | 8,11         |
|           | Bérice Noël-Ridony | DVD       | 246          | 3,66         |
|           | Josette Morvan     | DVD       | 227          | 3,38         |
|           | Flavie Danois      | DVD       | 197          | 2,93         |
|           | Christian Zozio    | DVD       | 87           | 1,29         |
|           |                    |           |              |              |
| Inscrits  | Inscrits           | Inscrits  | 11 265       | 100,00       |
| Votants   | Votants            | Votants   | 7 571        | 67,21        |
| Exprimés  | Exprimés           | Exprimés  | 6 722        | 88,79        |

*sortant